# Ellen Idström
Helena Eleonora "Ellen" Wilhelmina Idström, född Holzhausen den 16 januari 1857 i Stockholm, död den 13 maj 1931 i Göteborg, var en svensk författare.
Idström var dotter till skräddarmästare Fredrik Vilhelm Holzhausen och Julia Lovisa Willgren. Hon var initiativtagare till bildandet av Föreningen för kvinnans politiska rösträtt i Göteborg och kassaförvaltare där 1902–09. Hon grundade föreningen Örgryte skollovskolonier och var dess ordförande 1904–09. Hon skrev tidningsartiklar, resebrev, novellsamlingar och romaner. I novellsamlingen Vinddrifne (1894) var temat kampen mellan livsdrömmen och verklighetens hårda krav, och karakteriserades av en lycklig förening av idealism och realism, med starkast lutning åt det senare hållet. Hon var senare bosatt i Varberg. Hon gifte sig 1887 med konsul Axel Fredrik Idström. Frånskild 1913.